# Kostel svatého Václava (Václavice u Náchoda)
Kostel svatého Václava je římskokatolický filiální kostel ve Václavicích. Je chráněn jako kulturní památka České republiky.

## Historie
Kostel byl původně postaven ve vsi Dobenín, uváděné v roce 1068, kdy se zde podle Kosmy konal sněm pod širým nebem, na němž byl českými pány proti vůli předsedajícího krále Vratislava II. zvolen pražským biskupem Přemyslovec Jaromír. V roce 1259 je uváděna fara, kostel sv. Václava je poprvé zmiňován roku 1359, i když je pravděpodobně starší. Roku 1424 číhala v okolních lesích vojska Jana Městeckého z Opočna, Petra z Červené Hory a Artuše z Černčic na Jana Žižku, vracejícího se z bojů na Moravě. Střet 3. ledna 1424 skončil vítězstvím Jana Žižky a zničením a zánikem vsi Dobenín. K dalším bojům v okolí kostela, a jeho poškození, došlo v roce 1866 při prusko-rakouské válce. Zásadní obnovu kostela v roce 1925 nechal provést Josef Bartoň z Dobenína.

## Architektura
Jednoduchý kostel raně gotického charakteru. Jednolodní, obdélníkového půdorysu s pravoúhlým presbytářem, na jižní straně se sakristií a předsíňkou na západě. V závěru je zazděno hrotité okno ze 14. století s nepatrnými zbytky kružby. Presbytář je sklenutý křížovou klenbou, vítězný oblouk je hrotitý. Je zachován románský sanktuář.

## Interiér
Vybavení je převážně barokní. Uvnitř kostela je v hrobce rodiny Straků z Nedabylic pochován Petr Straka z Nedabylic, který zemřel roku 1646, snad je v ní pochován i purkmistr Straka, který nechal zbudovat rybník Rozkoš a podle pověsti byl za to po smrti potrestán tím, že s ním oral čert. Dále je uvnitř pomník Jana Jiřího Straky z Nedabylic. Během této války byl poškozen Hellichův obraz sv. Václava z poloviny 19. století. Protože měl obraz 140 průstřelů a nepodařilo se jej uvést do původního stavu, pořídil Hellich kopii. Oltář je řezbářské dílo z roku 1700, darovala jej kněžna Anna Viktorie Piccolomini.

## Zvonice
V těsné blízkosti kostela stojí kamenná, pravděpodobně renesanční hranolová zvonice s masivními opěráky a jednoduchou stanovou střechou. Dva zvony, jeden z konce 15. století a druhý z konce 16. století.

## Bohoslužby
Bohoslužby se konají pravidelně druhou neděli v měsíci v 15.00.

## Galerie

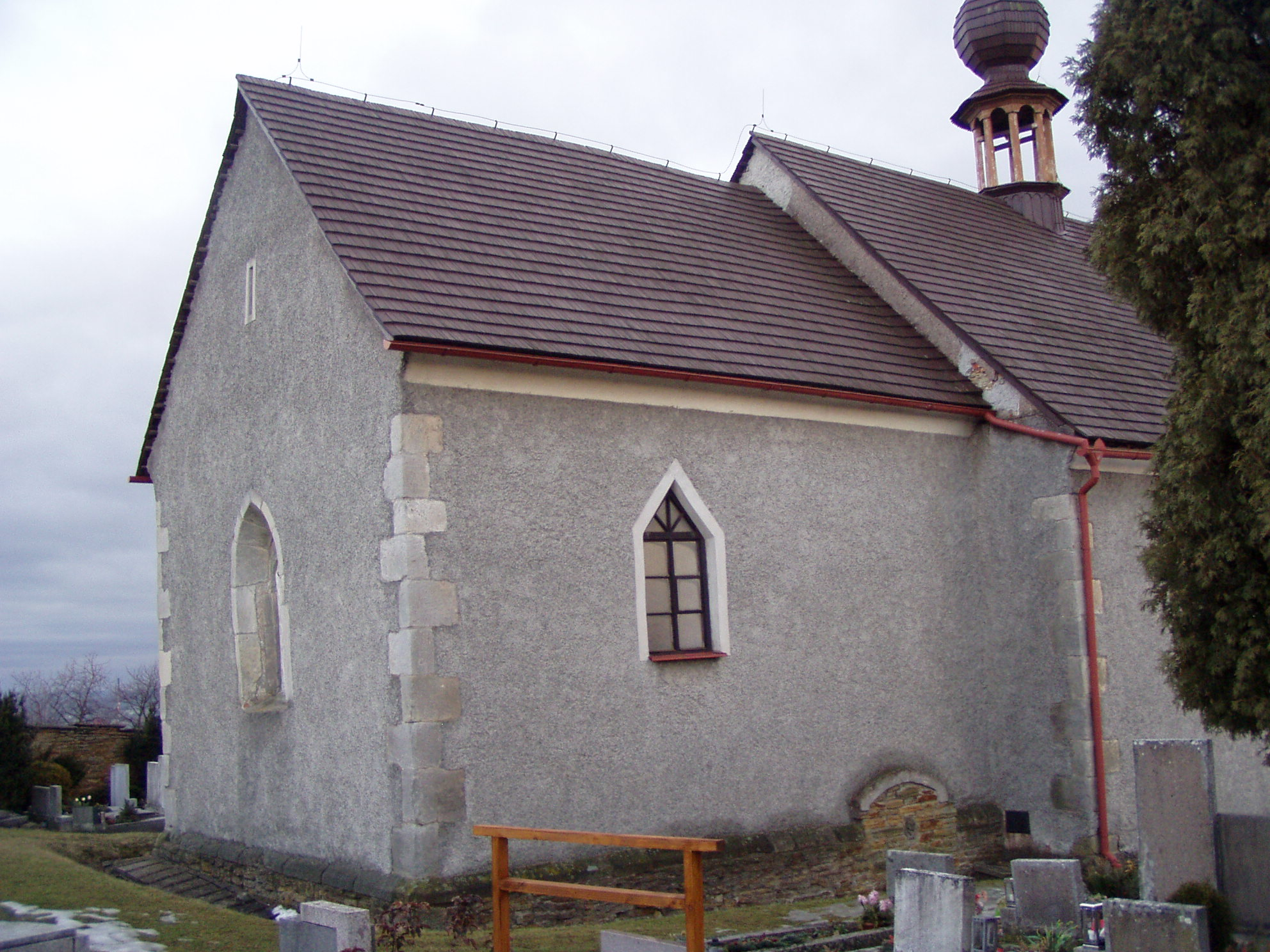
Zazděné hrotité okno ze 14. století (vlevo)
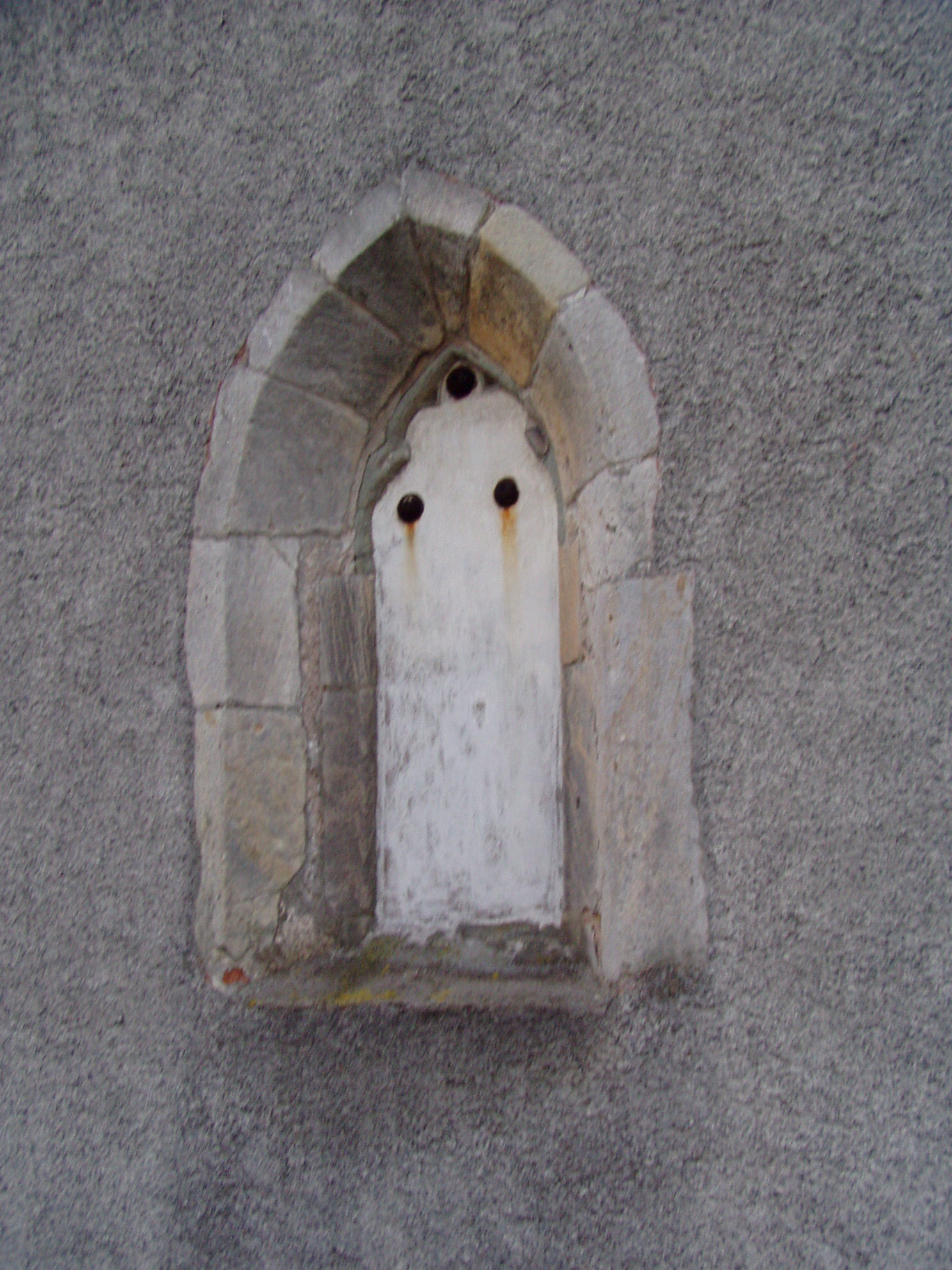
Gotické okno na severní straně
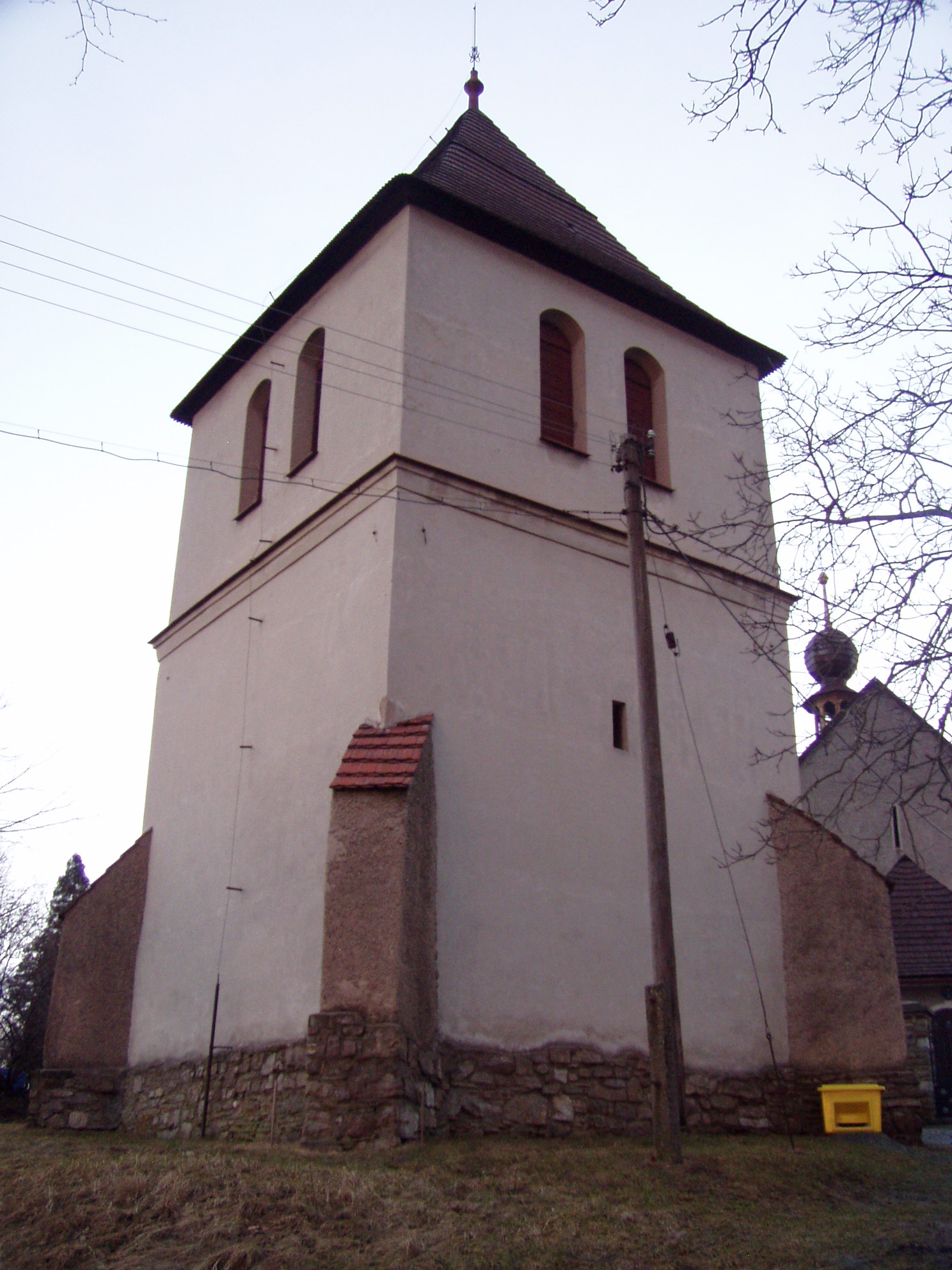
Zvonice